# Юрика-Мілл (Південна Кароліна)
Юрика-Мілл (англ. Eureka Mill) — переписна місцевість (CDP) в США, в окрузі Честер штату Південна Кароліна. Населення — 1420 осіб (2020).

## Географія
Юрика-Мілл розташована за координатами 34°43′4″ пн. ш. 81°11′35″ зх. д. / 34.71778° пн. ш. 81.19306° зх. д. (34.717784, -81.192945).  За даними Бюро перепису населення США в 2010 році переписна місцевість мала площу 3,34 км², уся площа — суходіл.

## Демографія
Згідно з переписом 2010 року, у переписній місцевості мешкало 1476 осіб у 568 домогосподарствах у складі 391 родини. Густота населення становила 441 особа/км².  Було 676 помешкань (202/км²).
Расовий склад населення:
| - 56,0 % — чорних або афроамериканців - 42,3 % — білих - 0,4 % — азіатів - 0,1 % — вихідців з тихоокеанських островів - 0,1 % — корінних американців |

До двох чи більше рас належало 0,7 %. Частка іспаномовних становила 0,7 % від усіх жителів.
За віковим діапазоном населення розподілялося таким чином: 23,2 % — особи молодші 18 років, 64,6 % — особи у віці 18—64 років, 12,2 % — особи у віці 65 років та старші. Медіана віку мешканця становила 38,1 року. На 100 осіб жіночої статі у переписній місцевості припадало 82,0 чоловіків;  на 100 жінок у віці від 18 років та старших — 79,8 чоловіків також старших 18 років.
Середній дохід на одне домашнє господарство  становив 38 516 доларів США (медіана — 27 179), а середній дохід на одну сім'ю — 48 082 долари (медіана — 32 946). За межею бідності перебувало 26,3 % осіб, у тому числі 30,6 % дітей у віці до 18 років та 29,1 % осіб у віці 65 років та старших.
Цивільне працевлаштоване населення становило 568 осіб. Основні галузі зайнятості: освіта, охорона здоров'я та соціальна допомога — 21,8 %, виробництво — 19,7 %, роздрібна торгівля — 17,1 %.